# 사사로
사사로(사람에서 사람으로)는 도움이 필요한 어린이와 청소년 등 소외계층에 공평한 교육기회를 제공하고자 설립된 비영리 교육봉사단체이다.
2019년 8월에 비영리민간단체로 승인되었다.
사사로는 무상 외국어 교육을 통해 모두가 경제적 여건과 상관없이 글로벌 인재로 성장할 수 있도록 돕고 있다.
서울시 동작구, 마포구, 금천구, 성북구, 중구, 성동구, 강남구의 총 9개의 청소년 교육기관에서 3개의 언어(영어, 중국어, 한국어)를 가르치고 있으며, 현재까지 총 280명의 선생님들이 343명의 학생들을 가르쳤다(2019년 12월 누적 데이터 기준).

## 언론보도
동작구, 저소득가정 청소년에 무료 영어작문 강좌 진행 <아주경제>
서울 강남구, 다문화가정 구성원 무료 영어교육 <연합뉴스>
강남구 비영리교육봉사단체 ‘사사로’와 무료 영어교육 프로그램 진행한다 <뉴스타운>
Gangnam-gu offers free English classes for foreigners <Korea Times>
English classes offer community for multicultural families <Korea Times>
강남구, 다문화 가정 및 외국인 대상 무료 외국어 교육 프로그램 운영 <업코리아>
교육 봉사단체 김설예 대표 "봉사가 유쾌한 놀이 문화가 됐으면" <연합뉴스>